# 向阳镇 (哈尔滨市)
向阳镇，是中国黑龙江省哈尔滨市香坊区下辖的一个行政建制镇，位于香坊区东部 ，221国道过境。
2013年8月7日，黑龙江省人民政府民政厅批复同意撤销向阳乡，设立向阳镇。

## 行政区划
向阳镇下辖以下地区：
东方红社区、东胜村、里仁村、长林村、金家村、东平村、东兴村、石槽村和向阳村。